# Zak Seddon
Zak William Seddon (* 28. Juni 1994 in Reading) ist ein britischer Leichtathlet, der über 3000 Meter Hindernis an den Start geht.

## Sportliche Laufbahn
Zak Seddon trat erstmals 2009 in einem internationalen Wettkampf über 2000 m Hindernis an. Damals startete er bei der Gymnasiade in Doha und erreichte auf dem vierten Platz das Ziel. 2010 gelang ihm im gleichen Wettbewerb die Qualifikation für die ersten Olympischen Jugendspiele in Singapur. Dabei verpasste mit persönlicher Bestzeit von 5:52,13 min den Einzug in das Finale, wurde im B-Finale allerdings Zweiter und landete damit insgesamt auf dem zehnten Platz. 2011 wurde er Vierter über 1500 Meter bei den britischen U20-Meisterschaften. Bei den nationalen Meisterschaften der Erwachsenen ging er über die volle Hindernisdistanz von 3000 Metern an den Start und wurde dabei Sechster. Im Juli trat er dann wieder über 2000 m Hindernis bei den U18-Weltmeisterschaften 2011 in Lille an, bei denen er mit neuer Bestzeit von 5:40,62 min im Finale den fünften Platz belegte. Zwei Monate später siegte er bei den Commonwealth Games der Junioren in Douglas, auf der Isle of Man. Seit 2012 tritt er im Hindernislauf über die volle Distanz an. So belegte er im Juni bei den britischen Meisterschaften den vierten Platz. Im Juli trat er bei den U20-Weltmeisterschaften in Barcelona an. Dabei zog er in das Finale ein, in dem er, im Vergleich zum Vorlauf, nochmal vier Sekunden schneller war, mit 8:45,18 min dann den neunten Platz belegte.
Im folgenden Jahr startete vermehrt in Wettkämpfe in den Vereinigten Staaten, nachdem er an der Florida State University in Tallahassee ein Studium im Bereich der Wirtschaft aufgenommen hatte. Die Universität vertrat er dabei sportlich als Teil des eigenen Sportteams, den Florida State Seminoles. Im April verbesserte er im kalifornischen Palo Alto seine Bestzeit im Hindernislauf auf 8:34,42 min. Nach weiteren Wettkämpfen in den USA, trat er im Juli bei den U20-Europameisterschaften in Rieti an, bei denen er mit einer Zeit von 8:45,91 min die Goldmedaille gewann. 2014 kam er nicht in die Nähe seiner Bestleistung. Dies gelang ihm erst wieder 2015. Im Juli wurde er im Hindernislauf britischer Vizemeister. Ein Jahr darauf belegte er den dritten Platz bei den nationalen Meisterschaften. Zuvor konnte er im April seine Bestzeit auf 8:33,09 min verbessern.
Im März lief Seddon, der von seinem Vater trainiert wird, in Gainesville, in Florida, in 8:30,17 min eine neue Bestzeit. Anschließend gelang ihm auch die Qualifikation für die Weltmeisterschaften in seiner britischen Heimat. Dabei kam er im Vorlauf auf eine Zeit von 8:32,84 min, womit er als Zehnter ausschied. Insgesamt bedeutete seine Leistung den 22. Platz. Einen Monat später trat er dann auch bei der Universiade in Taipeh auf. Dabei lief er im Finale 8:39,30 min und wurde Fünfter. Nachdem er im Mai 2018 in Deutschland seine Bestzeit um fast vier Sekunden verbessert hatte, wurde er im Juni erstmals britischer Meister im Hindernislauf. Im August startete er schließlich bei den Europameisterschaften in Berlin, bei denen er den fünften Platz belegte. 2019 stellte Seddon bei einem Wettkampf in Rom seine aktuelle persönliche Bestleistung, mit dem Stand 2020, von 8:21,28 min. Im August verteidigte er seinen nationalen Meistertitel erfolgreich, bevor er im Oktober bei den Weltmeisterschaften in Doha an den Start ging. Dabei zog er als Siebter seines Vorlaufs in das Finale ein, in dem er mit 8:40,23 min den 15. und damit vorletzten Platz belegte.
2021 wurde Seddon Britischer Vizemeister und schaffte die Qualifikation zur Teilnahme an den Olympischen Sommerspielen. In Tokio lief er im Vorlauf mit 8:43,19 min die schwächste Zeit der laufenden Saison und war damit chancenlos im Vergleich zur internationalen Konkurrenz. 2022 nahm er in der Heimat zum ersten Mal an den Commonwealth Games teil. Im Finale des Hindernislaufes belegte er den achten Platz. Nur knapp zwei Wochen später trat er dann bei den Europameisterschaften in München an. Dort verpasste er im Vorlauf den Einzug in das Finale deutlich.

## Wichtige Wettbewerbe
| Jahr                               | Veranstaltung                      | Ort                                | Platz                              | Disziplin                          | Zeit                               |
| Startet für Vereinigtes Königreich | Startet für Vereinigtes Königreich | Startet für Vereinigtes Königreich | Startet für Vereinigtes Königreich | Startet für Vereinigtes Königreich | Startet für Vereinigtes Königreich |
| ---------------------------------- | ---------------------------------- | ---------------------------------- | ---------------------------------- | ---------------------------------- | ---------------------------------- |
| 2010                               | Olympische Jugendspiele            | Singapur                           | 10.                                | 2000 m Hindernis                   | 5:52,13 min                        |
| 2011                               | U18-Weltmeisterschaften            | Lille                              | 5.                                 | 2000 m Hindernis                   | 5:40,62 min                        |
| 2011                               | Junioren-Commonwealth Games        | Douglas                            | 1.                                 | 2000 m Hindernis                   | 5:41,81 min                        |
| 2012                               | U20-Weltmeisterschaften            | Barcelona                          | 9.                                 | 3000 m Hindernis                   | 8:45,18 min                        |
| 2013                               | U20-Europameisterschaften          | Rieti                              | 1.                                 | 3000 m Hindernis                   | 8:45,91 min                        |
| 2017                               | Weltmeisterschaften                | London                             | 22.                                | 3000 m Hindernis                   | 8:32,84 min                        |
| 2017                               | Universiade                        | Taipeh                             | 6.                                 | 3000 m Hindernis                   | 8:39,30 min                        |
| 2018                               | Europameisterschaften              | Berlin                             | 5.                                 | 3000 m Hindernis                   | 8:37,28 min                        |
| 2019                               | Weltmeisterschaften                | Doha                               | 15.                                | 3000 m Hindernis                   | 8:40,23 min                        |
| 2021                               | Olympische Sommerspiele            | Tokio                              | 40..                               | 3000 m Hindernis                   | 8:43,29 min                        |
| 2022                               | Commonwealth Games                 | Birmingham                         | 8.                                 | 3000 m Hindernis                   | 8:46,11 min                        |
| 2022                               | Europameisterschaften              | Berlin                             | 24.                                | 3000 m Hindernis                   | 8:46,74 min                        |

## Persönliche Bestleistungen
Freiluft
- 1500 m: 3:41,31 min, 21. Juli 2019, London
- 3000 m: 8:08,61 min, 5. Mai 2012, London
- 2000 m Hindernis: 5:36,19 min, 13. Mai 2017, Solihull
- 3000 m Hindernis: 8:21,28 min, 6. Juni 2019, Rom

Halle
- 3000 m: 7:58,95 min, 12. Februar 2017, Sheffield